# Arthur Francis Cockfield

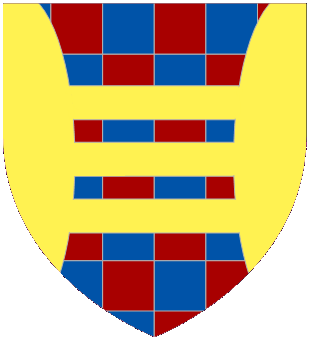
Escudo de armas del Barón de Cockfield

(Francis) Arthur Cockfield, Barón Cockfield (pronunciado «Co'fild») (28 de septiembre de 1916 – 8 de enero de 2007) fue sucesivamente funcionario, director de empresa, político del partido conservador (Reino Unido) y Comisario europeo. Ocupó los cargos de Secretario de Estado en Hacienda de 1979 a 1982, Ministro de Comercio de 1982 a 1983 y Canciller del ducado de Lancaster de 1983 a 1984, y fue miembro de la Comisión Europea de 1984 a 1988.
Cockfield nació en Horsham, un mes antes de que su padre, el teniente C.F. Cockfield, falleciera en la Batalla del Somme. Cursó sus estudios secundarios en la Dover Grammar School y se licenció en Derecho y en Ciencias económicas por la London School of Economics. Entró en Hacienda en 1938, y se colegió en el 
Inner Temple en 1942. En Hacienda obtuvo una rápida promoción y pronto ocupó el cargo de director de la sección de Estadísticas de 1945 a 1952 y de director general de 1951 a 1952, antes de incorporarse al Grupo Boots como director financiero. En esta empresa desempeñó la función de director gerente y presidente de 1961 a 1967. Asimismo, fue miembro del Consejo Nacional de Desarrollo Económico de Selwyn Lloyd de 1962 a 1964.
Dejó Boots para convertirse en asesor del político conservador Iain Macleod sobre asuntos fiscales y económicos, y fue presidente de la Real Sociedad de Estadística de 1968 a 1969. Macleod falleció poco después de que el partido conservador llegara al poder en 1970, pero Cockfield siguió ejerciendo de asesor de Anthony Barber, el sucesor de Macleod como Ministro de Economía, hasta 1973. A continuación, desempeñó el cargo de presidente de la Price Commission de 1973 a 1977, por lo que obtuvo el título de caballero en 1973.
Recibió el título nobiliario de Barón Cockfield, de Dover, en el Condado de Kent en abril de 1978. En mayo, cuando Margaret Thatcher ganó las elecciones a primera ministra, ocupó el cargo de secretario de Estado en el Ministerio de Economía y Hacienda, que mantuvo hasta abril de 1982. Fue miembro del Consejo Privado en 1982, y el último ministro de Comercio desde 1982, antes de que dicho cuerpo se fusionara con el Ministerio de Industria en 1983. 
Tras las elecciones del Reino Unido de 1983, fue Canciller del ducado de Lancaster. En el ejercicio de dicho cargo no tenía responsabilidades ministeriales específicas, por lo que ejerció de asesor y especie de think tank formado por un solo hombre del primer ministro. Lord Cockfield dimitió del Gabinete en septiembre 
de 1984 para incorporarse a la Comisión Europea como Comisario de legislación fiscal y aduanera del mercado interior bajo Jacques Delors, y vicepresidente de la primera Comisión Delors. Si bien se preveía que iba a seguir la línea euroescéptica de Margaret Thatcher, resultó ser un gran impulsor del Mercado Único Europeo en 1992. Tan solo unos meses tras su llegada a Bruselas, produjo un descomunal libro blanco que enumeraba 300 barreras al comercio, con un calendario para su abolición. No fue reelegido para un segundo mandato, y fue sustituido por Leon Brittan.
Tras dejar la Comisión en 1988, desempeñó el cargo de consultor en la empresa de contabilidad Peat, Marwick, McLintock. Se le concedió la Gran Cruz de la Orden de Leopoldo II de Bélgica en 1990, y fue miembro Honorario de algunas sociedades y doctorados universitarios británicos y americanos.
Se casó con su primera mujer, Ruth Helen Simonis, en 1943, pero el matrimonio se divorció. Más adelante se casó con la coreógrafa Monica Mudie, en 1970, quien murió en 1992. Sobreviven al político un hijo y una hija de su primer matrimonio. 